# Acronicta grisescens
Acronicta grisescens är en fjärilsart som beskrevs av Rudolf Rangnow 1935. Acronicta grisescens ingår i släktet Acronicta och familjen nattflyn. Inga underarter finns listade i Catalogue of Life.